# Gaston Massat
Pour les articles homonymes, voir Massat (homonymie).
Gaston Massat, né le 10 juillet 1909 à Saint-Girons où il est mort en décembre 1966, est un poète surréaliste ariégeois, résistant durant la Seconde Guerre mondiale, ami des poètes Lucien Bonnafé, Jean Cassou, Joë Bousquet et Paul Éluard ainsi que du peintre René Morère.
Il a appartenu au groupe surréaliste de Toulouse en 1930. Celui que ses amis surnommaient "Totoche" fut longtemps libraire rue Villefranche, dans sa ville natale de Saint-Girons (Ariège).
Sa poesie aux rythmes reguliers, de souffle moderne et de ton familier, se laisse volontiers porter par la houle des mots. Il a publie plusieurs recueils, notamment CapitaineSuperbe et Poemes. Il s'occupe d'une galerie de tableaux a Paris.

## Publications
- Pièges à loups, 1935
- Suzanne André, Hubert Juin, Gaston Massat, Joë Bousquet : trois études, Paris, Éditions Seghers, collection Poètes d'aujourd'hui, 1972
- Bestiaire d'amour, recueil de poésie illustré par Jean Camberoque, Éditions Verdier, Lagrasse, 1981
- La Source des jours, recueil de poésie illustré par une lithographie et 7 dessins originaux de Raoul Dufy, Bordas, 1948
- Voici ma voix, recueil de poésie, Ed. Le Pas D'oiseau, 2009 (rééd.)
- Capitaine Superbe, roman, Bordas, 1946, Éditions Libertaires, 2009 (rééd.)
- Adam et Eve, 1951